# Gelenkschildkröten

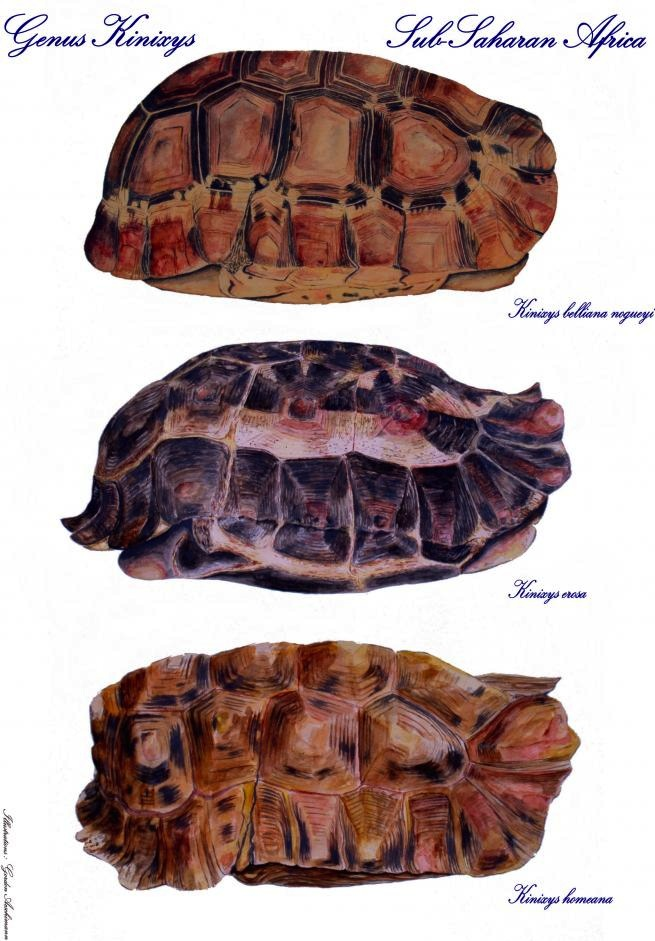
Drei Kinixys-Arten: Kinixys belliana nogueyi, Kinixys erosa und Kinixys homeana

Gelenkschildkröten (Kinixys) sind in Afrika beheimatete Schildkröten aus der Familie der Landschildkröten (Testudinidae). Der wissenschaftliche Name Kinixys leitet sich ab vom griechischen kinein „bewegen“ und ixys „Taille“ oder „Hüfte“. Wie der deutsche Name bezieht sich dies auf die Beweglichkeit des Beckens, die diese Gattung von anderen Landschildkröten unterscheidet.

## Beschreibung
Charakteristisch für ausgewachsene Gelenkschildkröten ist ein Scharnier, das sich im hinteren Teil des Rückenpanzers befindet und mit dessen Hilfe sie den hinteren Teil verschließen und damit sowohl den Schwanz als auch die hinteren Gliedmaßen schützen können. Es gibt jedoch auch immer wieder einzelne ausgewachsene Individuen dieser Gattung, bei denen dieses Scharnier fehlt.

## Systematik
Folgende Arten werden unterschieden:
- Glattrand-Gelenkschildkröte (Kinixys belliana Gray, 1831)
- Stachelrand-Gelenkschildkröte (Kinixys erosa (Schweigger, 1812))
- Stutz-Gelenkschildkröte (Kinixys homeana Bell, 1827)
- Lobatse-Gelenkschildkröte (Kinixys lobatsiana (Power, 1927))
- Natal-Gelenkschildkröte (Kinixys natalensis Hewitt, 1935)
- Westafrikanische Gelenkschildkröte (Kinixys nogueyi (Lataste, 1886))
- Spekes Gelenkschildkröte (Kinixys spekii Gray, 1863)
- Südostafrikanische Gelenkschildkröte (Kinixys zombensis Hewitt, 1931)

Kinixys lobatsiana, Kinixys natalensis,
Kinixys nogueyi, Kinixys spekii und Kinixys zombensis galten früher als Unterarten
der Glattrand-Gelenkschildkröte (Kinixys belliana) werden aber jetzt als eigenständige Arten aufgefasst.

## Nachweise